# Superficie di Eros

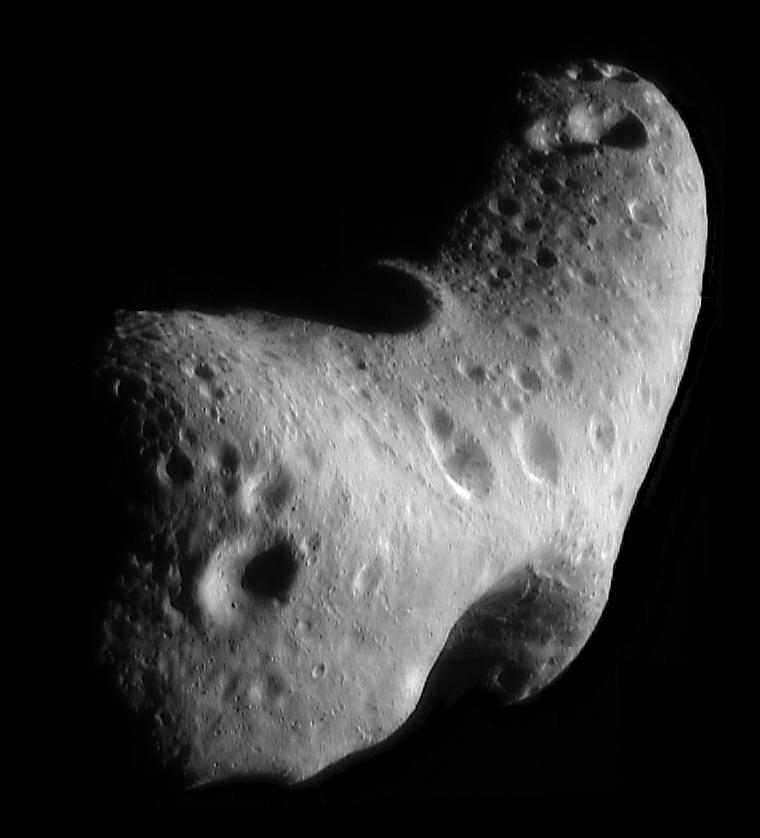
433 Eros fotografato dalla sonda NEAR Shoemaker della NASA.Crediti: NASA/JPL/JHUAPL.

La superficie di Eros è stata ripresa in dettaglio dalla sonda NEAR Shoemaker della NASA che ha orbitato attorno all'asteroide per circa un anno. Di colore bruno-dorato, appare pesantemente craterizzata. I crateri di maggiori dimensioni raggiungono dimensioni confrontabili con quelle di Eros stesso, come osservato anche su altri oggetti asteroidali. Le immagini ad alta risoluzione rivelano la presenza di uno strato di regolite, il cui spessore potrebbe essere compreso tra 10 e 100 m, che copre Eros in ogni sua parte. Tra le strutture associate al trasporto della regolite, si sono rilevati interessanti alcuni depositi dalla colorazione bluastra, detti ponds. L'insieme delle strutture osservate mostra una coerenza compatibile con una struttura interna relativamente compatta.

## Osservazione

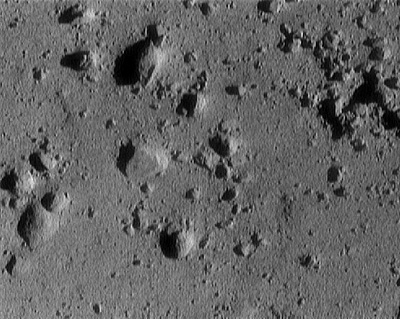
Regolite su 433 Eros, fotografata durante le ultime fasi dell'atterraggio della sonda NEAR Shoemaker sull'asteroide. Crediti: NASA/JHUAPL.

La superficie di Eros è stata ripresa in modo dettagliato dalla sonda NEAR Shoemaker della NASA che ha orbitato attorno all'asteroide dal 14 febbraio 2000 al 12 febbraio 2001 La sonda ha percorso orbite progressivamente più strette fino a 35 km di raggio — sia nel piano polare dell'asteroide, sia in quello equatoriale — ed eseguito sorvoli radenti raggiungendo una distanza minima di 2–3 km dalla superficie. Dotata di una fotocamera per l'osservazione nel visibile e di due spettrometri, uno operante nell'infrarosso, l'altro nei raggi X, NEAR Shoemaker ha mappato la superficie e ne ha identificato le formazioni geologiche e la composizione.
Il 12 febbraio 2001, due giorni prima della prevista conclusione della missione, la sonda si è posata sulla superficie vicino alla "sella" dell'asteroide in prossimità del cratere Himeros. Mantenuta in attività per altri sedici giorni, ha condotto misure sulla composizione del suolo del sito di atterraggio con lo spettrometro nei raggi gamma, che si era rivelato poco efficace nelle osservazioni condotte dall'orbita. La missione è terminata il seguente 28 febbraio.

## Composizione

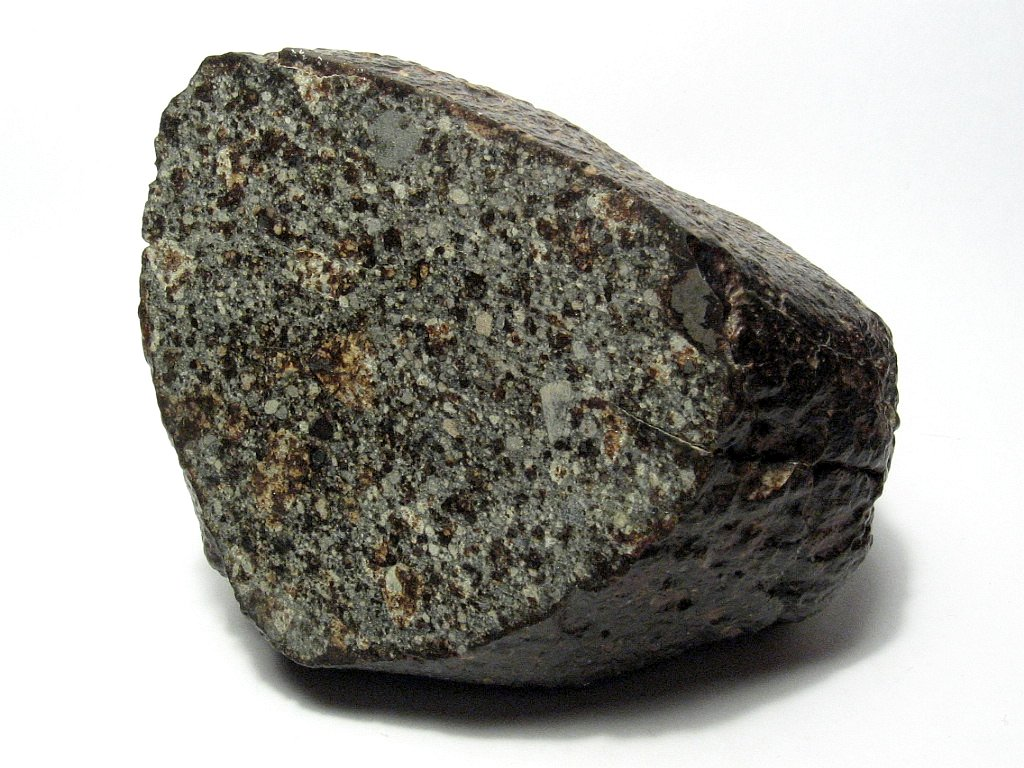
Un frammento del meteorite NWA 869, una condrite ordinaria.

Eros è un corpo dalla struttura interna essenzialmente uniforme. Dalle misurazioni condotte sulla composizione della superficie, pertanto, sono state desunte informazioni anche sulla composizione globale dell'asteroide, sebbene in seguito siano sorti dei dubbi sull'effettiva rappresentatività della regolite.
Le osservazioni condotte con lo spettrografo infrarosso (NIS) a bordo della sonda NEAR Shoemaker hanno rilevato una maggiore uniformità nella composizione della superficie, con alcune eccezioni rappresentate da zone in prossimà ad alcuni crateri da impatto. Lo spettro raccolto dallo strumento mostra due grandi bande di assorbimento in prossimità di 1 e 2 μm, che sono state associate alla presenza di minerali femici quali olivine e ortopirosseni poveri di calcio (silicati ferrosi), con un'abbondanza misurata come rapporto di ortopirosseni (opx) su olivine e ortopirosseni (ol + opx) di 42 ± 4%. Gli studiosi ritengono tuttavia di poter distinguere la presenza di almeno altre tre specie minerali, per una sola delle quali sarebbero presenti dati sufficienti alla sua identificazione. È stato suggerito, infatti, che possano essere presenti anche dei clinopirosseni ricchi di calcio, nella forma di diopside o augite, la cui presenza è rilevata anche nelle condriti H, L ed LL con percentuali rispettivamente di 12, 17 e 19%. Un miglioramento nelle conoscenze sulla composizione della superficie di Eros potrà derivare infine da una maggiore comprensione del funzionamento dello strumento e conseguentemente da una migliore calibrazione dei dati raccolti.
| Rapporto di abbondanza | XRS           | GRS  | Condriti ordinarie       |
| ---------------------- | ------------- | ---- | ------------------------ |
| Mg/Si                  | 0,85 ± 0,11   | 0,75 | 0,80                     |
| Al/Si                  | 0,068 ± 0,022 | -    | 0,064                    |
| S/Si                   | < 0,05        | -    | 0,11                     |
| Ca/Si                  | 0,077 ± 0,006 | -    | 0,071                    |
| Fe/Si                  | 1,65 ± 0,27   | 0,80 | 1,0 (LL) 1,2 (L) 1,6 (H) |
| Fe/O                   | -             | 0,28 | 0,5 ÷ 0,8                |
| Si/O                   | -             | 0,61 | 0,5                      |
| K (Peso %)             | -             | 0,07 | 0,08                     |

NEAR Shoemaker ha inoltre raccolto dati sulla composizione elementare della superficie di Eros attraverso gli spettrometri nei raggi X e gamma. Lo spettrometro a raggi X (XRS) ha condotto misurazioni su tutta la superficie, ma con un potere penetrante di una decina di μm. I dati raccolti indicano che la composizione, stimata come rapporto elementare rispetto al silicio,  è per certi versi analoga a quelle delle condriti ordinarie (nei valori di Fe/Si, Al/Si e Mg/Si), ma con un minore quantitativo di zolfo.
Lo spettrometro a raggi gamma (GRS) invece ha fornito dati validi solo quando la sonda si è posata sulla superficie, essendo stata sovrastimata la sua portata. Le misure sono quindi limitate a circa un metro cubo di Eros. Lo strumento ha rilevato valori dell'abbondanza del potassio e dei rapporti Mg/Si e Si/O confrontabili con quanto misurato nelle condriti, ma un contenuto minore di ferro nei rapporti Fe/Si e Fe/O.
L'insieme dei dati raccolti dai due strumenti rilevano una penuria di zolfo sulla superficie che è stata spiegata come probabilmente determinata per effetto del bombardamento di radiazioni e micrometeoriti subito dalla superficie stessa (space weathering), che avrebbe portato alla perdita dell'elemento nello spazio. È oggetto di discussione, inoltre, la discrepanza nei valori del rapporto Fe/Si misurati dai due strumenti.

## Craterizzazione

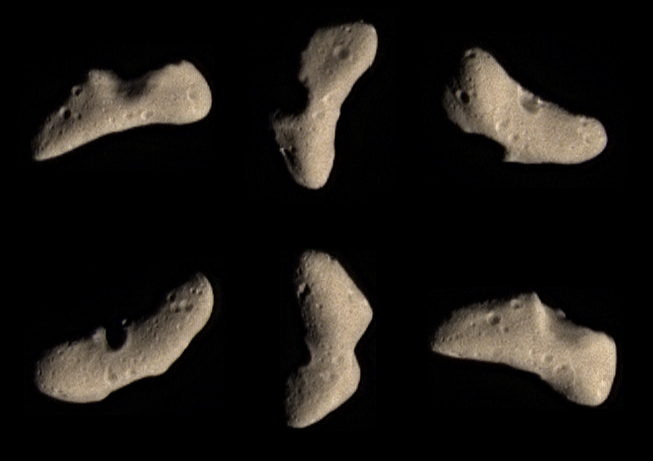
La superficie di Eros come approssimativamente apparirebbe all'occhio umano. Crediti: NASA/JHUAPL.

Le figure prominenti sulla superficie di Eros sono tre crateri d'impatto. Il maggiore, Himeros, presenta un diametro di circa 11 km ed una profondità di 1,5 km e si trova sul lato convesso dell'asteroide. Sul suo bordo sud-occidentale si sovrappone il cratere Charlois di circa 7 km di diametro e profondo alcune centinaia di metri, chiaramente più giovane del precedente. Al suo interno si dispone uno strato di regolite non consolidato, relativamente profondo, indicato come Charlois Regio. Infine, sul lato concavo è presente il cratere Psyche di circa 5 km di diametro e profondo 1 km. Il cratere è antico dal momento che sul suo bordo sono presenti ben quattro crateri di circa 1 km di diametro ciascuno e, poiché contiene materiale espulso nell'impatto che ha generato la Charlois Regio, è sicuramente precedente ad essa. Non è tuttavia possibile stabilire se temporalmente ha preceduto o seguito Himeros, perché le loro superfici non raggiungono dimensioni tali da rappresentare un campione statisticamente significativo.
Significativamente, il numero di crateri di piccole dimensioni (inferiori ai 100–200 m) è minore di quanto teoricamente atteso, analogamente a quanto osservato su Fobos e sugli altopiani lunari. È stato ipotizzato che ciò sia dovuto al moto della regolite - provocato dalla pendenza della superficie o dalle onde sismiche generate da un impatto astronomico - che avrebbe cancellato le tracce degli impatti di minori dimensioni. Si ritiene, in particolare, di aver individuato nell'impatto che ha dato origine alla Charlois Regio la causa dell'assenza di crateri di piccole dimensioni (con diametro inferiore ai 500 m) da diverse aree — che corrispondono complessivamente al 40% della superficie dell'asteroide — comprese entro una distanza in linea retta di 9 km dal punto dell'impatto. Responsabile della degradazione della superficie sarebbe stata l'energia sismica prodotta dall'impatto, che, propagatasi attraverso tutto l'asteroide sotto forma di onde, avrebbe determinato il crollo delle strutture più piccole. Poiché Eros ha una forma irregolare, punti anche lontani della superficie possono essere congiunti da una linea retta che attraversa l'asteroide, di lunghezza inferiore rispetto al percorso superficiale. Così, aree anche fra loro apparentemente molto distanti, su "facce" opposte dell'asteroide, ma comprese entro 9 km dall'impatto, sarebbero state interessate dall'evento che avrebbe determinato infine una distribuzione ineguale della densità di crateri sulla superficie.
Lo stesso impatto avrebbe anche originato la maggior parte dei massi sparsi sulla superficie. Tale produzione è stata spiegata come dovuta alla particolarità del sito dell'impatto, che, avvenuto sul bordo di un altro grande cratere, potrebbe aver raggiunto strati più profondi.

## Le striature
Ad una risoluzione compresa tra 1 km e 100 m, sulla superficie pesantemente craterizzata si sovrappongono creste e striature. Queste attraversano tutto l'asteroide e sono oggetto di studio perché potrebbero fornire indizi sulla struttura interna di Eros.
Lo Hinks Dorsum, che si estende per 18 km nell'emisfero settentrionale, rappresenta la striatura di maggiori dimensioni. Robinson e colleghi (2002) l'hanno interpretata come la manifestazione di una faglia compressiva molto estesa che troverebbe una prosecuzione nelle Callisto Fossae, nella parte opposta dell'asteroide. Greenberg (2008), invece, ritiene che sia possibile identificare parallelamente allo Hinks Dorsum una vena di roccia che costituirebbe un punto di forza nella struttura interna dell'asteroide, che potrebbe essersi originata nel corpo progenitore di Eros e successivamente mantenutasi, resistendo all'azione erosiva degli impatti. Tale struttura potrebbe essere all'origine della forma allungata dell'asteroide.
Buczkowski e colleghi (2009), approfondendo un precedente lavoro del 2008 che aveva dato esiti opposti, hanno identificato strutture che, presenti in entrambe le estremità dell'asteroide, sarebbero a sostegno dell'ipotesi che Eros sia un oggetto compatto.

## La regolite

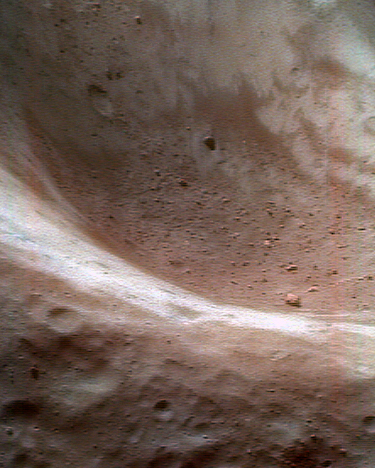
Immagine composta in falsi colori ottenuta con la fotocamera multispettrale che mostra le proprietà della regolite presente su Eros. Crediti: NASA/JPL/JHUAPL.

Ad una risoluzione inferiore ai 50 m, infine, i massi e le strutture associate al trasporto della regolite dominano la morfologia della superficie, mentre non si rilevano le tracce dell'affioramento di rocce del substrato.
Lo strato superficiale apparirebbe all'occhio umano notevolmente uniforme, di colore bruno-dorato. Le principali anomalie nella colorazione sarebbero rappresentate da due tipologie di depositi, gli uni caratterizzati da valori elevati dell'albedo, individuati sulle pareti scoscese di alcuni crateri di grandi dimensioni; gli altri, detti ponds, orizzontali e dalla superficie levigata, presentano una componente bluastra della colorazione più intensa del terreno circostante.
Lo strato della regolite raggiunge uno spessore superiore almeno ai 10 m, ma in alcuni punti potrebbe raggiungere anche i 100 m. Questo supponendo che esista un'interfaccia netta tra la regolite stessa ed uno strato profondo di roccia di maggiore compattezza, interfaccia che potrebbe anche mancare; in tal caso la regolite superficiale degraderebbe verso blocchi di dimensioni sempre maggiori.

### Depositi biancastri
Sulle pareti scoscese di alcuni crateri di grandi dimensioni sono osservabili depositi caratterizzati da valori elevati dell'albedo rispetto ai terreni circostanti. Si ritiene che lo scorrimento dello strato superficiale — determinato ad esempio da eventi d'impatto — abbia esposto materiale del substrato meno alterato dallo space weathering.

### Ponds
In alcune depressioni dell'asteroide sono stati individuati dei depositi orizzontali e dalla superficie levigata che presentano una componente bluastra della colorazione più intensa rispetto al terreno circostante, indicati in inglese come ponds (stagni). Ne sono stati individuati 334, la maggioranza dei quali dal diametro inferiore ai 60 m, con il maggiore che raggiunge i 210 m di diametro. La loro presenza ha generato notevole interesse perché non ne erano stati individuati altri su nessuno dei corpi celesti di dimensione asteroidale fino ad allora osservati, né sulla Luna. Solo a posteriori è stato suggerito che depositi analoghi potrebbero essere presenti su Fobos.
I primi ricercatori che analizzarono i dati suggerirono che potessero essere prodotti da materiale a grana fine (proveniente forse dall'interno dell'asteroide) che sarebbe andato a riempire crateri esistenti, livellandosi secondo una superficie equipotenziale locale. Secondo i loro calcoli sarebbe bastata una profondità di 20 cm per ottenere le caratteristiche osservate. Il colore bluastro invece potrebbe essere conseguenza delle dimensioni dei grani oppure della segregazione di silicati dal ferro. I ponds sarebbero composti prevalentemente dai primi, mentre il ferro avrebbe raggiunto una posizione di equilibrio a maggiore profondità. Ciò avrebbe potuto anche spiegare le rilevazioni del GRS, essendo NEAR Shoemaker atterrata proprio in prossimità di un pond.
Analisi successive delle immagini hanno indicato una correlazione tra i massi e i ponds. Un'ipotesi più recente, infatti, suggerisce che questi ultimi potrebbero essersi originati dalla disgregazione dei primi causata dal ciclo termico. È possibile che nelle zone direttamente illuminate dai raggi solari si raggiunga al perielio una temperatura superficiale di 100 °C; mentre misure eseguite durante le ore notturne hanno indicato una temperatura vicina ai −150 °C. L'escursione termica giornaliera sarebbe compresa tra 10 e 100 °C, sufficiente a determinare l'affaticamento termico del materiale; per confronto, un'escursione di 10 °C è in grado di erodere significativamente un masso sulla Terra. La differenza di colorazione potrebbe derivare quindi da un diverso grado di esposizione all'ambiente spaziale, rispetto al materiale circostante. Poiché non sono state osservate strutture analoghe né sulla Luna, né su Mercurio, Dombard e colleghi (2010) suggeriscono, infine, che la composizione della superficie potrebbe aver favorito il processo. Potrebbero quindi essere individuate strutture analoghe su altri asteroidi di tipo S.

## Nomenclatura
I nomi delle caratteristiche superficiali di Eros sono assegnati dall'Unione Astronomica Internazionale. Alcune di esse sono denominate dagli scopritori di Eros (le regiones) o da scienziati che hanno contribuito allo studio dell'asteroide (i dorsa); i crateri, invece, portano i nomi di personaggi della storia, letteratura e mitologia legati a passioni amorose.